# Backdrop Ridge
Backdrop Ridge (sinngemäß übersetzt Kulissenrücken) ist ein ostwestlich verlaufender Gebirgskamm im ostantarktischen Viktorialand. Er ragt nördlich des Bergkessels The Stage an der Nordflanke des Renegar-Gletschers an der Scott-Küste auf. Verbindungen bestehen zu den nördlichen Enden der Gebirgskämme West, Central und East Aisle Ridge.
Eine zwischen 1977 und 1978 in diesem Gebiet tätige Mannschaft des New Zealand Geological Survey unter der Leitung des Geologen David Norman Bryant Skinner (* 1938) benannte den Gebirgskamm aufgrund seiner geografischen Lage in Relation zum Bergkessel The Stage.